# 邱岳峰
邱岳峰（1922年5月10日—1980年3月30日），中国著名配音员和译制导演，长期在上海电影译制厂工作。画家陈丹青将其誉为“一位嗓音的诗人，一位在配音艺术中无所不能的莫扎特”。

## 生平
1922年5月，邱岳峰出生于呼伦贝尔。父亲是福州人，母亲是俄罗斯人。1940年春，18岁的邱岳峰离开母亲，只身前往北平，就读于外国语学校，两年后肄业，在天津找到并投奔父亲，其后从事舞台事业。
中华人民共和国成立后，邱岳峰被人“揭发”，被打成“历史反革命”。尽管如此，邱岳峰仍进入了上海电影制片厂译制片组（1957年组建为“上海电影译制厂”）担任配音演员，直至去世。文革开始后，上译厂停摆，邱岳峰也被批为“反动学术权威”，成为一名木匠，直到1970年重新回到配音岗位。
1980年3月29日，因“历史反革命”未能平反，加上“和年轻女演员相处”的流言导致其与妻子发生争执，邱岳峰一怒之下吞服大量安眠药，经抢救无效，于次日逝世，终年58岁。

## 作品列表

### 配音
- 美国《大独裁者》——理发师[2]、希特勒
- 美国《凡尔杜先生》——凡尔杜
- 英国《哈姆雷特》——波洛涅斯
- 英国《简·爱》——罗切斯特
- 意大利《警察与小偷》——小偷
- 英国《红菱艳》——莱蒙托夫
- 日本《追捕》——堂塔
- 法国《佐罗》——维尔塔上校
- 苏联《运虎记》——舒列金
- 法国《悲惨世界》——德纳迪埃
- 法国《巴黎圣母院》——弗罗洛神父
- 美国《尼罗河上的惨案》——雷斯上校
- 动画片《大闹天宫》——孙悟空
- 动画片《没头脑和不高兴》——旁白
- 动画片《半夜鸡叫》——周扒皮[3]

### 译制导演
- 匈牙利影片《称心如意》
- 日本电视剧《白衣少女》

### 演员
- 《林则徐》
- 《宋景诗》